# Sinopoli
Sinopoli község (comune) Calabria régiójában, Reggio Calabria megyében.

## Fekvése
A megye központi részén fekszik. Határai: Cosoleto, Oppido Mamertina, Roccaforte del Greco, Roghudi, San Procopio, Sant’Eufemia d’Aspromonte és Scilla.

## Története
A települést a 9. században alapították Zenòpolin. Korabeli épületeinek nagy része az 1783-as calabriai földrengésben elpusztult. A 19. században nyerte el önállóságát, amikor a Nápolyi Királyságban felszámolták a feudalizmust.

## Népessége
A népesség számának alakulása:

## Főbb látnivalói
- Santa Maria delle Grazie-templom
- San Giorgio Martire-templom
- Madonna dell’Addolorata-templom